# Olympische Jugend-Sommerspiele 2010/Teilnehmer (Island)
| Gelbes Symbol für Goldmedaillen mit stilisierten Olympischen Ringen | Graues Symbol für Silbermedaillen mit stilisierten Olympischen Ringen | Braundes Symbol für Bronzemedaillen mit stilisierten Olympischen Ringen |
| ------------------------------------------------------------------- | --------------------------------------------------------------------- | ----------------------------------------------------------------------- |
| —                                                                   | —                                                                     | —                                                                       |

Die Jugend-Olympiamannschaft von Island für die I. Olympischen Jugend-Sommerspiele vom 14. bis 26. August 2010 in Singapur bestand aus sechs Athleten, die alle im Schwimmen antraten. Sie konnten keine Medaille gewinnen. Fahnenträger bei der Eröffnungsfeier war Hrafn Traustason.

## Athleten nach Sportarten

### Schwimmen
| Mädchen - Bryndís Rún Hansen - Inga Elín Cryer - Ingibjörg Jónsdóttir - Karen Sif Vilhjálmsdóttir | Jungen - Anton Sveinn McKee - Hrafn Traustason |